# Le Chien vide
Le Chien vide (Il cane vuoto) est une nouvelle fantastique de Dino Buzzati, incluse dans son recueil Le K paru en 1966.

## Résumé
Glub, le chien de Nora, est son dernier lien avec « lui », l’être aimé qui l’a quittée. 
Le soir de Noël, le bulldog se cogne dans tous les meubles de l’appartement : il est devenu aveugle. Nora se démène pour trouver un médecin prêt à le soigner. 
Sur le chemin du retour, subitement, au milieu de la foule qui fait ses derniers achats, elle réalise l’immensité de sa solitude. Le bonheur des autres lui apparaît encore plus cruel et accablant en ce soir de fête. « Quelle chose horrible d’être étrangers et sans un regard d’amour au cœur de la fête ». Et elle comprend que cet animal auquel elle se raccroche désespérément n’est qu’un chien vide, il ne peut pas comprendre sa peine et contenir la mémoire du passé. Maintenant seule dans les rues, elle sent la brûlure de Noël qui lui broie le cœur. 